# Phare de Portofino
Le phare de Portofino (en italien : Faro di Portofino) est un phare actif situé à l'extrémité d'un promontoire de Portofino une commune de Ville métropolitaine de Gênes, dans la région de Ligurie en Italie. Il est géré par la Marina Militare.

## Histoire
Le phare a été mis en service en 1917. Le phare est alimenté par une unité solaire et est entièrement automatisé. Il est accessible par un sentier à partir de la ville. Relié au réseau électrique, il est entièrement automatisé.

## Description
Le phare  est une tour quadrangulaire en maçonnerie de 12 m de haut, avec galerie et lanterne, adjacente à une maison de gardien de deux étages. La tour est totalement peinte en blanc et le dôme de la lanterne est gris métallique. Il émet, à une hauteur focale de 40 m, un éclat blanc d'une seconde toutes les 5 secondes. Sa portée est de 16 milles nautiques (environ 30 km) pour le feu principal et 11 milles nautiques (environ 20 km) pour le feu de veille.
Identifiant : ARLHS : ITA-131 ; EF-1675 - Amirauté : E1244 - NGA : 7636 .

## Caractéristiques dufeu maritime
Fréquence : 5 s (W)
- Lumière : 1 seconde
- Obscurité 4 secondes

|                     |
| Pointe de Portofino |

|          |
| Le phare |

### Lien connexe
- Liste des phares de l'Italie